# Hosta shikokiana
Hosta shikokiana är en sparrisväxtart som beskrevs av N.Fujita. Hosta shikokiana ingår i släktet funkior, och familjen sparrisväxter. Inga underarter finns listade i Catalogue of Life.